# Bruno Cortez Cardoso
Bruno Cortez Cardoso (San Paolo, 27 giugno 1984) è un ex calciatore brasiliano, di ruolo portiere.

## Palmarès

### Club

#### Competizioni nazionali
- Campeonato Brasileiro Série B: 2

Portuguesa: 2011
Palmeiras: 2013
- Coppa del Brasile: 1

Palmeiras: 2012

#### Competizioni statali
- Campionato paulista: 1

Palmeiras: 2008
- Campionato Pernambucano: 1

Santa Cruz: 2015